# Sven Hedin
Sven Anders Hedin (Stockholm, 1865. február 19. – Stockholm, 1952. november 26.) svéd földrajztudós, sinológus, térképész, felfedező, író. Apja, Ludwig Hedin Stockholm főépítésze volt.
Húszéves korában hét hónapig házitanítóskodott Bakuban egy svéd családnál. Hazatérése előtt beutazta Perzsiát, és eljutott Bagdadig is. Tanulmányai befejezte után négy expedíciót vezetett Közép-Ázsiába, beutazta a mai Hszincsiang-Ujgur Autonóm Terület addig Európában ismeretlen vidékét és Tibetet. Útjai során felfedezte az 1500 éves Dandan Ujlik és Karadung romvárosokat Hotántól északkeletre, a Takla-Makán sivatagban. Megtalálta a Boszten-tavat, Közép-Ázsia egyik legnagyobb belső tavát. Végighajózott a Jarkend-darja, a Tarim és a Koncse-darja folyókon. Pontos térképet készített a Tarimról, és behatóan vizsgálta a folyó alsó szakaszát. A Lop-sivatagot bejárva rátalált Loulanra, a selyemút egykor fontos állomására a kiszáradt Lop-nór közelében. 
Hedin írt először a Lop-sivatagban talált jardangokról (szél által formált, agyagos kőzetekből álló tanúhegyek). Felfedezte a Transzhimaláját (róla nevezték – bár rövid ideig – Hedin-hegységnek), megtalálta a Brahmaputra, az Indus és a Szatledzs forrásvidékét. A Kínai nagy fal maradványaira bukkant a Tarim-medence sivatagjában. Bebizonyította, hogy a Lop-nór medre azért változott, mert a Tarim alsó szakaszának folyásiránya megváltozott. Tereptapasztalatai és térképvázlatai alapján készült el Közép-Ázsia pontos térképe. Saját fényképfelvételeivel, akvarelljeivel és rajzaival illusztrált izgalmas úti beszámolókat írt. A Sven Hedin-gleccser viseli nevét az Ellesmere-szigeten Nunavut közelében, a Princess Marie Bay-től északra. A Hold egyik kráterét, a Hedin cratert róla nevezték el. A Gentiana hedini (encián), a Longitarsus hedini és Coleoptera hedini (bogarak), a Fumea hedini Caradja (pillangók), a Dictyna hedini (pókok), a Tsaidamotherium hedini (fosszília) és a Lystrosaurus hedini elnevezések a kínai tudósok elismeréséről és tiszteletéről tanúskodnak.
Hszincsiang és Tibet legjobb ismerőjének tartották. Uralkodók, politikusok és földrajzi társaságok versengtek, hogy találkozzanak vele, és értékes információkat szerezzenek Ázsia ezen részeiről. Számos kitüntetéssel jutalmazták, és anyagi támogatást is kapott felfedezőútjai finanszírozására. 1902-ben örökletes nemesi rangot kapott. 1905-ben a Svéd Királyi Tudományos Akadémia, 1909-ben a Svéd Hadtudományi Akadémia tagja lett, és szavazattal rendelkezett a Nobel-díj Bizottságban. A Porosz Tudományos Akadémia is felvette tagjai közé. Kívánsága szerint halála után létrehozták a Svedin Hedin Alapítványt. Életművét beárnyékolta politikai állásfoglalása. Szimpatizált a nemzetiszocializmus eszméivel, többször találkozott Hitlerrel.

## Élete

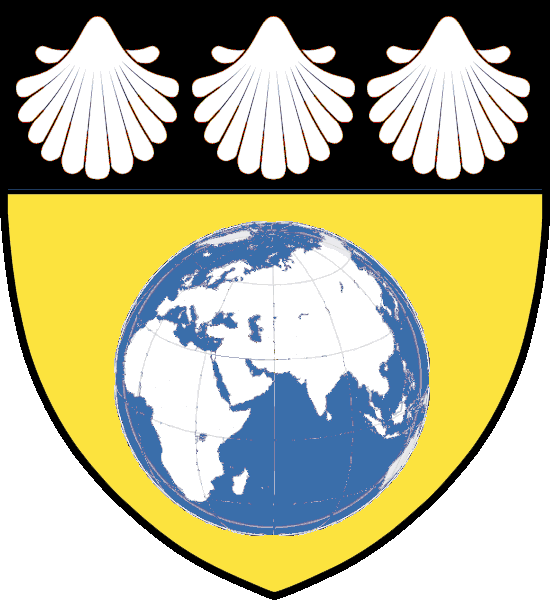
Sven Hedin címere

Már iskolásként lerajzolta a földrajzórákon megismert országokat, Henry Morton Stanley és David Livingstone Afrika-kutatók könyvei lebilincselték. 15 éves volt, amikor Adolf Erik Nordenskiöld sarkkutató visszatért Stockholmba, miután sikerült áthajóznia az Északkeleti átjárón. Ettől a naptól kezdve Hedin felfedező akart lenni. 16 évesen nekiállt világatlaszt szerkeszteni, két év után elkészült a több száz térképet tartalmazó hatkötetes mű.

### Első perzsiai útja

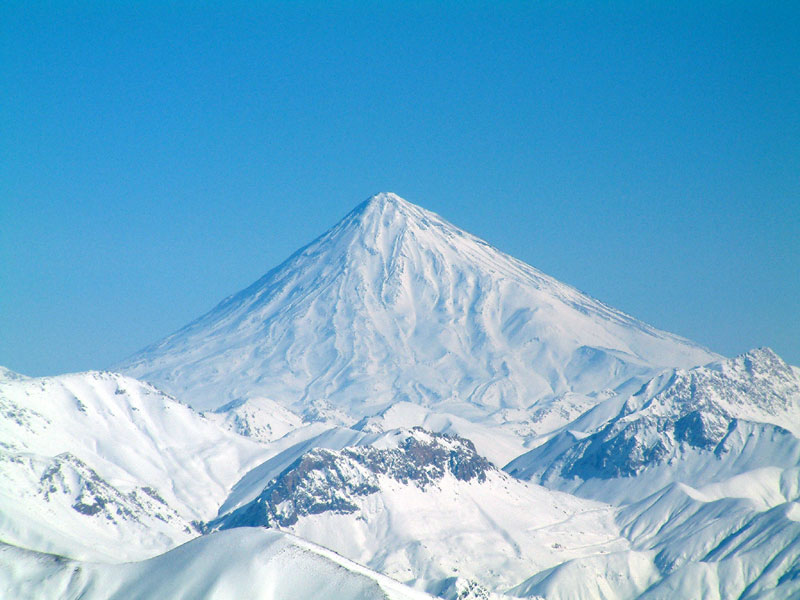
A Damávand télen

1885 májusában érettségizett Stockholmban, a Beskowska iskolában. Ezután házitanítói állást vállalt Bakuban. Tanítványának apja olajmérnökként dolgozott egy olajmezőn, ahol Robert Nobel koncessziós joggal rendelkezett. Indulása előtt még részt vett a vezérkari tisztek számára szervezett topográfiai tanfolyamon, és néhány héten keresztül rajzolni is tanult. E két rövid tanfolyamon kívül nem kapott több képzést sem a rajz, sem pedig a térképészet területén. 1885. augusztus 15-én indult el Bakuba. Hét hónapig házitanítóskodott a Sandgren családnál, közben nyelveket tanult: latint, franciát, németet, perzsát, oroszt, angolt és tatárt. Később elsajátított még néhány perzsa dialektust, a török, a kirgiz, a mongol, a tibeti nyelveket, és valamennyire kínaiul is megtanult. 1886. április 6‑án hagyta el Bakut, és gőzhajón átszelte a Kaszpi-tengert. Lóháton átkelt az Elbruszon, majd Teherán, Iszfahán, Siráz érintésével megérkezett Busehr kikötővárosba. A Tigris folyón felhajózott Bagdadig, majd Kermánsáh tartományon keresztül visszatért Teheránba. Azután Konstantinápolyba utazott a Kaukázuson és a Fekete-tengeren keresztül. Onnan tért vissza Svédországba 1886. szeptember 18-án. Úti beszámolót írt „Utazás Perzsián, Mezopotámián és a Kaukázuson keresztül” címmel, amely 1887-ben jelent meg.

### Tanulmányai
Hedin Waldemar Brogger geológusnál vett órákat Stockholmban, és 1886-tól 1888-ig az uppsalai egyetemen tanult geológiát, ásványtant, kristálytant, zoológiát és latint nyelvet. 1888 decemberében a filozófia kandidátusa lett. 1889 októbere és 1890 márciusa között Berlinben tanult Ferdinand von Richthofennél. A földrajztudós és Kína-kutató hatására megszerette Németországot. Ekkor döntötte el, hogy felfedezőutakat fog tenni Közép-Ázsiába, hogy az utolsó fehér foltok is eltűnjenek Ázsia térképéről.

### Második perzsiai útja
1890. április 12-én indult el az a hivatalos svéd küldöttség, amely a Svéd Királyság Szerafin Rendjét vitte az iráni sahnak, s amelyben Hedin tolmácsként működött. Teheránban részt vett Nászer ad-Din perzsa sah audienciáján.
A sah beszélgetett vele, és megengedte, hogy elkísérje az Alborz hegységbe. Július 11-én Hedin három kísérővel elindult az Alborz legmagasabb, vulkanikus hegyére, a Damávandra, ahol kőzeteket gyűjtött disszertációjához. Szeptembertől a Selyemúton utazott tovább Meshed, Aşgabat, Buhara, Szamarkand, Taskent és a Takla-Makán sivatag nyugati peremén fekvő Kasgar érintésével. Visszafelé felkereste a híres orosz Ázsia-kutató, Nyikolaj Mihajlovics Przsevalszkij sírját Karakolban, az Iszik-köl partján. 1891. március 29-én érkezett vissza Stockholmba.
Erről az utazásáról két könyvet írt, Oszkár király 1890. évi küldöttsége a perzsa sah udvarában és Utazás Khoraszán tartományban és Turkesztánban címmel.

### Hedin hivatást választ
1892. április 27-én Berlinbe utazott, és folytatta tanulmányait Ferdinand von Richthofennél. Július elején Halléba ment, ahol Alfred Kirchhoff előadásait hallgatta. Egy hónap múlva ledoktorált A Damávand leírása saját megfigyelés alapján című 28 oldalas disszertációjával, ami rövidített változata volt az Oszkár király 1890. évi küldöttsége a perzsa sah udvarában című könyve egy részének.
Nem fogadta meg professzora tanácsát, hogy folytassa tanulmányait, hogy alaposabban foglalkozzon a földrajztudomány valamennyi ágával, és ismerje meg a kutatási módszereket is, hogy később kutatóként dolgozhasson. Richthofen elengedhetetlennek tartotta a földrajzkutatás módszereinek ismeretét. E mulasztása miatt Hedin később kénytelen volt más tudósokra bízni az expedíciók anyagainak tudományos feldolgozását és értékelését. De mivel már belekóstolt az „ázsiai szabadságba”, nem akart újra iskolapadba ülni.”

## Felfedezőutak Ázsiában

### Első expedíció

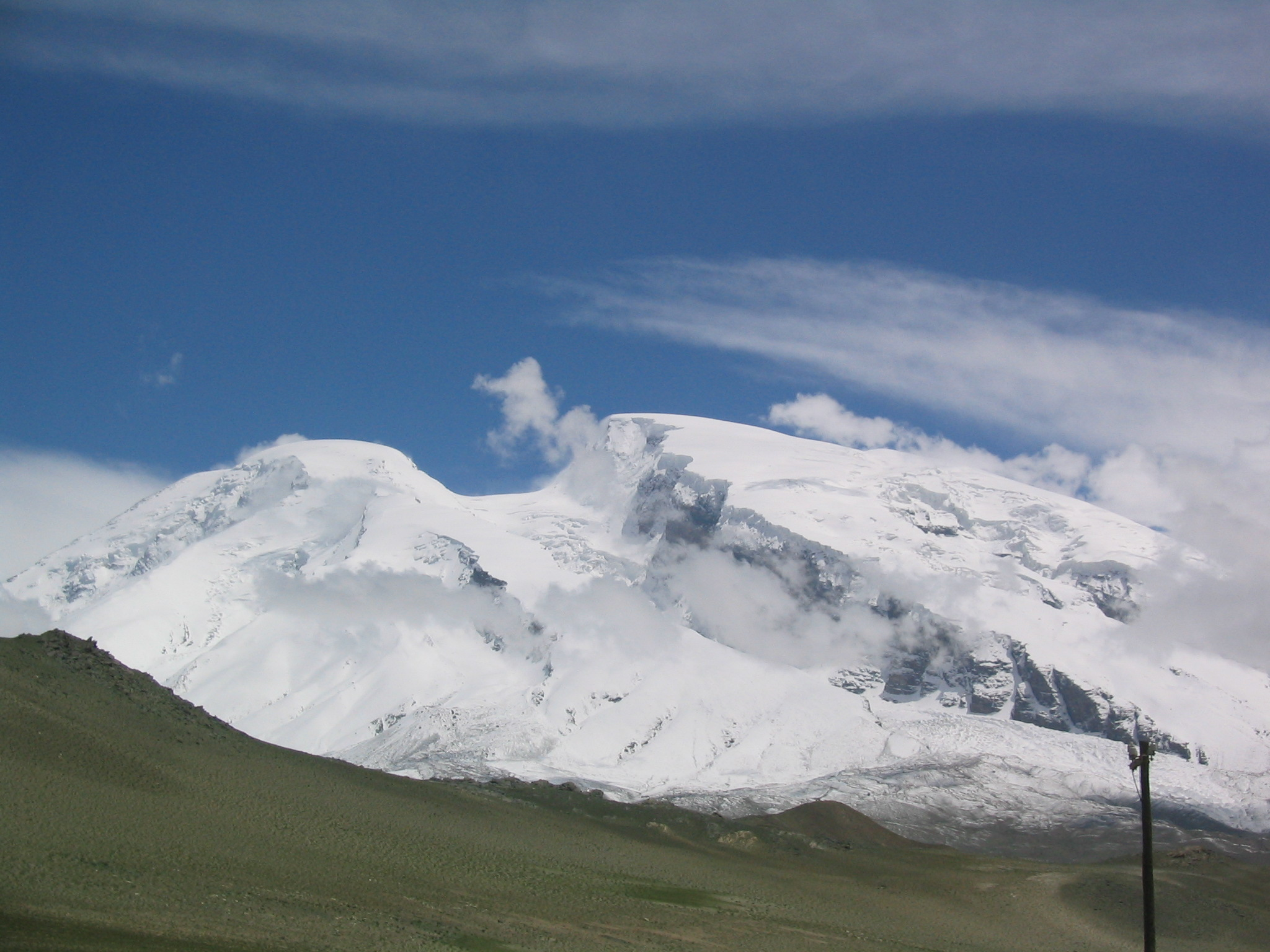
Muztág Ata

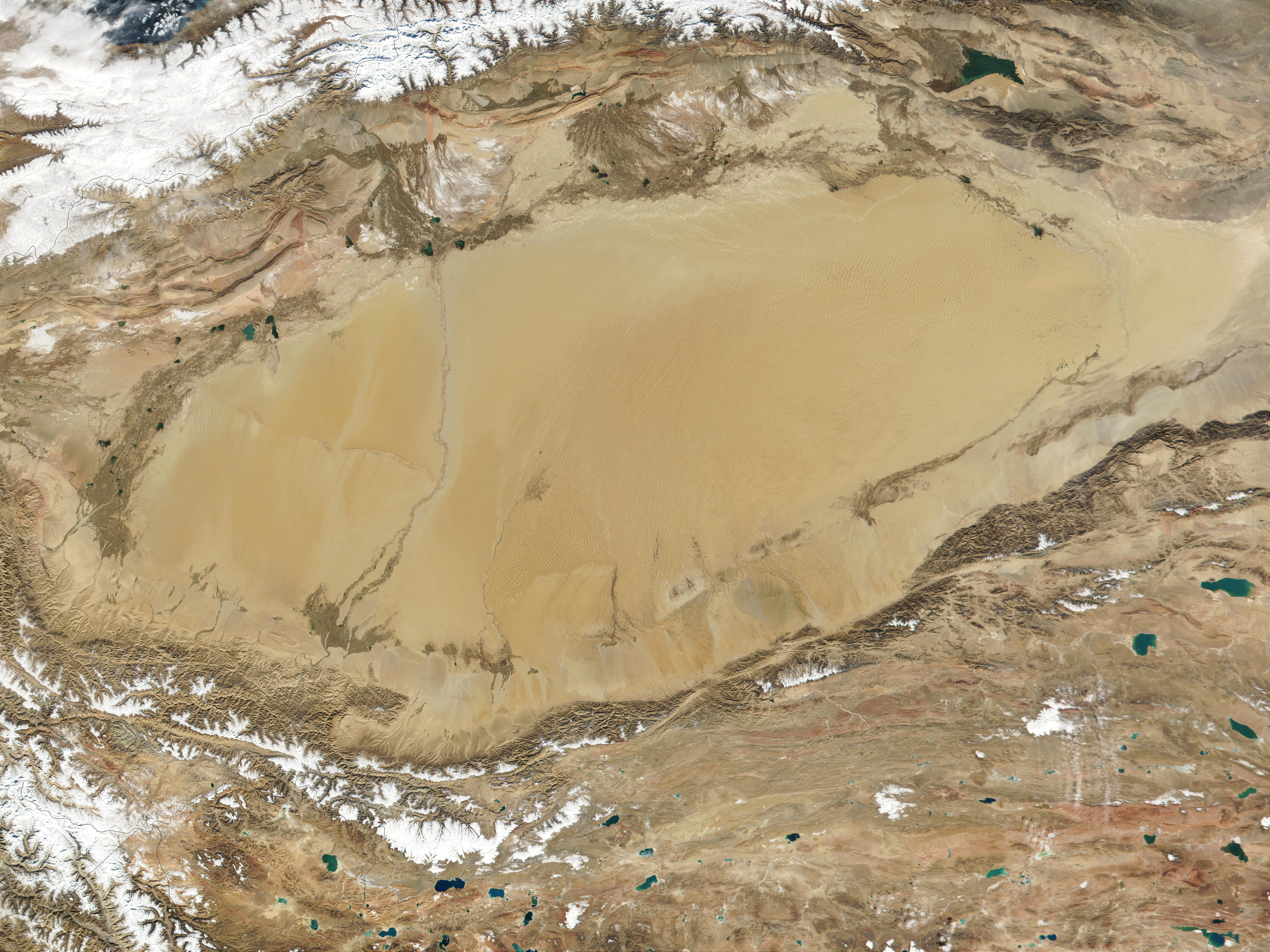
A Takla-Makán sivatag a Tarim-medencében. Északon a Tien-san hófedte vonulata, délen a Kunlun határolja. A kép alján a Tibeti-fennsík, a bal sarokban a Karakorum látható (MODIS-felvétel, 2001. október 27.)

1893 és 1897 között Hedin felfedezőutat tett a Pamírban. Bejárta Hszincsiangban a Tarim-medencét, a Takla-Makánt, végül beutazta Tibet északi részét.
1893. október 16-án indult el Stockholmból, Szentpétervár és Taskent érintésével jutott el a Pamírig. 1894-ben többször próbált feljutni a 7546 méter magas, a jéghegyek atyjának nevezett Muztág Ata csúcsra. Próbálkozásai sikertelenek maradtak, valószínűleg a felszerelése sem volt megfelelő. 1894-ben hidrográfiai vizsgálatokat végzett a Pamírban, a leesett hó mennyiségének viszonyát hasonlította össze a zuhatagok vízhozamával. Megállapította a Kara-kul és a Rang-kul tavak tengerszint feletti magasságát. Vizsgálta a gleccsereket, ősi moréna maradványokat talált, és két nagy gleccser sebességét is megmérte (kb. 1 m/15 nap).
1895. április 10-én négy helyi kísérővel elindult a Merket nevű faluból Tusluk érintésével a Hotan folyóhoz a Takla-Makán sivatagon keresztül. Ivóvízkészletük nem volt elegendő, és hét teve is elpusztult. Hedin túldramatizált beszámolója szerint két kísérője is szomjan halt. Bruno Baumann 2000-ben megtette ugyanezt az utat egy tevekaravánnal. Sikerült megtudnia, hogy a Hedin által holtnak nyilvánított két kísérő közül az egyik életben maradt, és hogy tavasszal egy hasonló karaván nem tud elegendő vizet szállítani ezen az úton.
Más források szerint Hedin figyelmetlenségből nem tankolt elegendő ivóvizet indulás előtt. Amikor észrevette, már nem tudtak visszafordulni. Állítólag cserbenhagyta a karavánt, kutatási vágytól hajtva folytatta útját, s amikor kísérője szomjúságtól gyötörve összeesett, Hedin magára hagyta, és továbbment. Utolsó erejével sikerült eljutnia a vízlelőhelyhez, majd visszatért, és megmentette a kísérőjét. Magatartása miatt nagyon sok bírálatot kapott.
Kasgari tartózkodás után 1896 januárjában felfedezte az 1500 éves Dandan Ujlik és Karadung romvárosokat Hotántól északkeletre a Takla-Makán sivatagban. Heding rögtön felismerte az ősi városok archeológiai jelentőségét, ezért pontos helymeghatározást végzett. Stein Aurél figyelmét felkeltették ezek a sivatag homokjába temetett romvárosok, és 1900-ban ásatásokat végzett Dandan Ujlikban. 1928-ban jártak ott utoljára régészek, majd feledésbe merült a romváros. 1998-ban dr. Christoph Baumer újra megtalálta Stein Aurél leírása alapján.
Március elején Hedin megtalálta a Boszten-tavat, Közép-Ázsia egyik legnagyobb belső tavát. Megállapította, hogy a tavat egyetlen nagy folyó, a Kajdu táplálja. Feltérképezte a Karakosun-tavat (amelyet Przsevalszkij a kínai geográfusok által Sóstónak nevezett Lop-nórnak tartott), majd május 27-én visszatért Hotánba. Június 29-én innen indult tovább Tibetbe, a kopai aranymezőktől délre fekvő átjárón, és két hónapon keresztül kutatta a Tibeti-fennsík északi részét. Négy nagy és tizenkilenc kis sóstót fedezett fel. 1897. március 2-án Észak‑Tibeten át érkezett meg Pekingbe. Mongólia és Oroszország érintésével tért vissza Stockholmba. Az expedíció 26 000 kilométert tett meg, Hedin ebből 10 498 km utat térképezett fel. Mintegy 3500 km-t addig ismeretlen területeken tett meg. Közép-ázsiai útjáról beszámolókat tartott Európa különböző nagyvárosaiban, és földrajzi felfedezőként vált híressé. 1898-ban jelent meg Ázsiai utazás 1893–97 között című könyve.

### Második expedíció

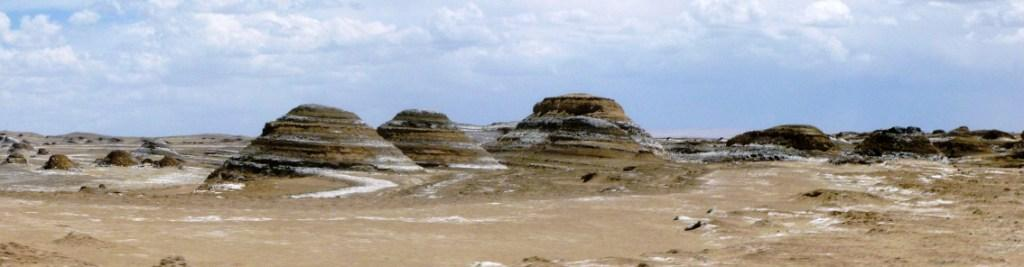
Jardangok a Cajdam-medencében Csinghajban

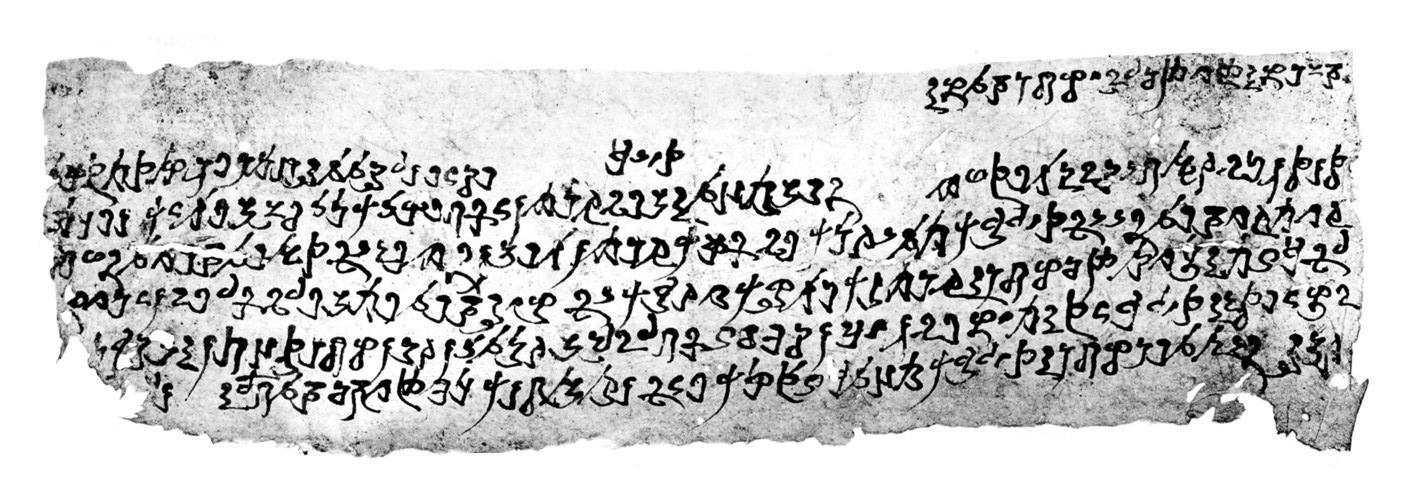
Harosti írással lejegyzett dokumentum (L.A. VI ii 0234), Stein Aurél 1921. évi expedíciója találta Loulanban

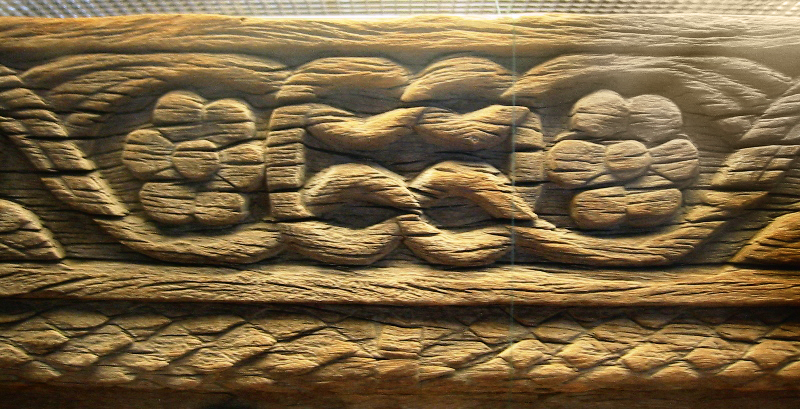
Faragással díszített fatábla Loulanból

1899 és 1902 között újabb felfedezőutat tett a Tarim-medencében, Tibetben és Kasmírban. 1899. szeptember 15. és december 7. között végighajózott a Jarkend-darja, Tarim és Koncse-darja folyókon. Pontos térképet készített a Tarimról és behatóan vizsgálta a folyó alsó szakaszát. Nem sikerült eljutnia Lhászába, az európaiak számára tiltott városba. 1901 júliusában két kísérővel elindult Lhásza felé, és bár mongol viseletet hordott, a zarándokok felismerték. Szeptemberben újra próbálkozott, de ötszáz tibeti lovas bekerítette a karavánt és visszatérésre kényszerítette. Lehen (Ladak), Kasmíron keresztül utazott Indiába. Lahor, Delhi, Agra, Lakhnau és Váránaszi érintésével érkezett meg Kolkatába, ahol George Nathaniel Curzonnál, India főkormányzójánál tett látogatást. Útja során 1149 térképvázlatot készített az újonnan felfedezett területekről. 1903-ban Hedin írt először a Lop-sivatagban talált jardangokról. A Lop-nórba ömlő, de már eltűnt folyók deltájában alakultak ki, többek között a szélerózió hatására. Felső részükön gyakran találhatók elpusztult nyárfák, puhatestűek maradványai, elszáradt nád.
1900-ban elhatározta, hogy feltérképezi a Lop-sivatagot északról délre haladva, és teljesen ismeretlen területek felé indult az expedíció. A Lop-nór után kutatott régi kínai térkép alapján, az ott ábrázolt mederformához hasonlót keresett. Egy helyen tengeri kagylókat, vastag sóréteget és elszáradt nyárfákat talált. Arra gondolt, hogy itt valamikor sós vízű tó terülhetett el. Folytatták útjukat, majd a szerencse segítségükre sietett. Ördek nevű ujgur kísérője az előző pihenőhelyen felejtette a lapátot és vissza kellett mennie érte. Ekkor sztúpákat talált.
1901-ben Hedin újra visszatért erre a helyre, és számos kínai és harosti írással lejegyzett, prakrit nyelvű dokumentumot sikerült gyűjtenie, amiket Svédországba küldött. A 265 és 330 között fára és papírra írt szövegekből kiderült, hogy katonai garnizon állt ezen a helyen, és a nyugati Jin dinasztia (265–420) idején harcok folytak itt. A kínaiak Loulannak neveztek, a kharosti szövegekben Kroraina, szogd nyelven krwrʾn, hotán-szaka nyelven Raurana, Klaudiosz Ptolemaiosz Geographike Hyphegesis-ében Khaurana a neve. Loulan az északi és déli Selyemút találkozásánál állt a Lop-nór közelében. A Loulani Királyság nevét a Nagy történetíró feljegyzéseinek a hsziungnukkal foglalkozó fejezete említette először. I. e. 176-ban Mao-tun hsziungnu danhu tudatta Han Ven-ti kínai császárral, a Han-dinasztia ötödik uralkodójával, hogy leigázta a Loulani Királyságot. Csang Csien, Han Vu-ti kínai császár küldötte átutazott Loulanon, ahol 1570 házat és 14 000 lakost jegyzett fel, akikből 2912 katona volt. Mivel földjük homokos és sós volt, a pásztorok követték nyájaikat (lovak, szamarak, tevék) víz és legelő után. Csang Csien beszámolóját követően évente tíz küldöttség érkezett a Han császároktól. Mivel a terület a kelet-nyugati kereskedelem szempontjából stratégiai fontosságú volt, az uralkodók ki akarták terjeszteni fennhatóságukat Loulanra. 77-ben megölték királyukat, új királyt ültettek a trónra, és a terület a Sansan királyság nevet kapta.
Azután nyomtalanul eltűnt, egyetlen krónika sem említette többet. A kínai történészek szerint Loulant azért hagyták el lakói, mert a szárazság, elsivatagosodás következtében csökkent a Lop-nórt tápláló folyók vize. Az itt feltárt írott dokumentumok arról tudósítanak, hogy a fekete köles napi fejadagja fokozatosan a felére csökkent, a vízért fizetni kellett, büntetést róttak ki azokra, akik pocsékolták ezt a létfontosságú nedűt. Talán a világ legelső környezetvédelmi törvénye itt született: minden kivágott fáért egy lovat kellett adni.
Loulan igazolta, hogy a kiszáradt tómeder a „vándorló” Lop-nór volt. A elmúlt évtizedekben számos jól konzerválódott, európai arcvonású múmiát találtak a régészek ebben a térségben. A leghíresebbet, a kb. 3800 évvel ezelőtt eltemetett, szőkésbarna hajú „Kroraina szépét” 1980-ban találták meg a kínai régészek a régi Lop-nórtól északra. Prakrit volt a Kusán Birodalom közigazgatási nyelve, ezért néhány történész úgy véli, hogy a kusánok befolyása kiterjedt a Tarim-medencére is. A Selyemút elnevezés Ferdinand von Richthofentől származik. Saulgauban (Németország) egy hallstatti halomsírban és az athéni kerameikoszi temetőben kínai selymet találtak. A régészek mindkét sírt i. e. 600-ra datálták.

### Harmadik expedíció

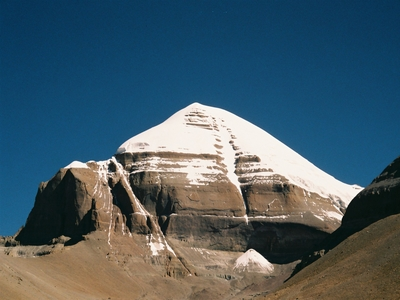
Kajlás-hegy

1905. október 15-én indult el Konstantinápolyba. Perzsia érintésével újabb indiai és tibeti útra készült, nevezetesen az Indus és a Brahmaputra forrásvidékére, a közép-tibeti tóvidékre. Az expedíció költségeit II. Oszkár svéd király, Emanuel Nobel olajmágnás (Alfred Nobel unokaöccse) és magánszemélyek fedezték. Először Perzsia kevésbé ismert sivatagjait kutatta. Teheránból indult az expedíció a Dast-e Kavír sósivatagba, amelyet 1905–1906 telén kétszer szeltek át, először dél-észak, majd észak-dél irányban. A Tebbes oázis után elérték a Dast-e Lut sivatagot. Felkeresték a Hámun-tavat és a Helmand folyó deltáját. Bejárták Perzsia és Afganisztán határvidékét. Azután brit és tibeti tiltakozás ellenére beutaztak Tibetbe. 1904–1905-ben a Ch. H. D. Ryder és C. G. Rawling brit katonatisztek által vezetett expedíció is átkelt Tibeten. Hedin nagyon igyekezett elkerülni útvonalaikat, 135 napi útjából alig három nap útvonala egyezett az angolokéval.
Hedin állítása szerint a Brahmaputra tényleges forrása a gleccserekkel borított hatalmas Koubi gangri- hegységben van a Himalája északi vonulatában. Öt héten keresztül kereste a Szatledzs folyó forrását. Megállapította, hogy a folyó tulajdonképpeni forrása nem ott van, ahol a térképek jelzik, hanem a Raksasztal-tó északnyugati csücskében. A Manaszarovar-tavon 129 tófenékmérést végzett, megállapította a tó és a Raksasztal-tó tengerszint feletti magasságát, megmérte a Brahmaputra vízhozamát. Tasi Lumpo kolostorvárosban látogatást tett a 9. pancsen lámánál. Ő volt az első európai, aki álruhában és bemázolt arccal, két kísérővel a zarándokok közé vegyülve eljutott a szent Kajlás-hegyhez, ami a világ középpontjának számít a buddhista és hindu mitológiában. Felkereste az Indus forrását, amit a tibetiek Singi-kabapnak hívnak (Torok, ahol az Indus fakad). Hedin volt az első európai, aki az Indus tényleges forrását megtalálta. Teljesen ismeretlen területeket járt be és térképezett fel a Manaszarovar-tótól északkeletre egészen Gartokig. Huszonkilenc addig ismeretlen lámakolostort keresett fel. Hedin térképvázlatai alapján jelentős mértékben korrigálták a Stieler-féle atlaszt. Bejárta a Tibeti-fennsík nyugati részét és megtalálta a Transzhimalája vonulatát, amit később egy ideig Hedin-hegységnek neveztek.
Id. Lóczy Lajos 1877–1880-ban tagja volt a gróf Széchenyi Béla által vezetett kelet-ázsiai expedíciónak és utazása során arra a megállapításra jutott, hogy a Himalájától északra is kell lennie egy másik hegyvonulatnak, s amit Lóczy Transzhimalájának nevezett el. Hedin Lóczy leírása alapján találta meg a hatalmas, nagyjából a Himalájával párhuzamos hegyvonulatot, ami átszeli Dél-Tibetet kelet-nyugati irányban. 1908-ban Indiából Japán érintésével, hajón tért vissza Stockholmba.
Számos kőzetmintát (törmelékkő, kavicskő, mészkő, pala, vulkanit és gránit) hozott magával, amelyek a vizsgált területek geológiai sokféleségét dokumentálták. A gyűjtemény Bajorország Paleontológiai és Geológiai Gyűjteményének raktárába került a müncheni Lajos–Miksa Egyetem épületében, ahol megvizsgálták és értékelték. Hedin összesen kb. 3100 kőzetmintát hozott magával közép-ázsiai útjairól. Ezután másfél évtizedet azzal töltött, hogy könyveket írt, és feldolgozta utolsó felfedezőútjának anyagát. Az első világháború idején a frontokat járta és beszámolókat írt, a Közel-Keletre utazott, és a következő s egyben utolsó nagy expedíciója tervén dolgozott.

### Autón Mongólián keresztül
Hedin 1923-ban előadássorozatot tartott az Egyesült Államokban, majd Japánon keresztül Pekingbe utazott. A politikai helyzet bizonytalansága miatt le kellett mondania a tervezett hszincsiangi útról. A jó helyismerettel rendelkező Frans August Larson svéd misszionáriussal Dodge autón indultak Pekingből Mongóliába. Ulánbátor érintésével utaztak Ulan-Udéba és onnan a Transzszibériai vasútvonalon Moszkvába.

## Kínai–svéd tudományos expedíció Északnyugat-Kínában

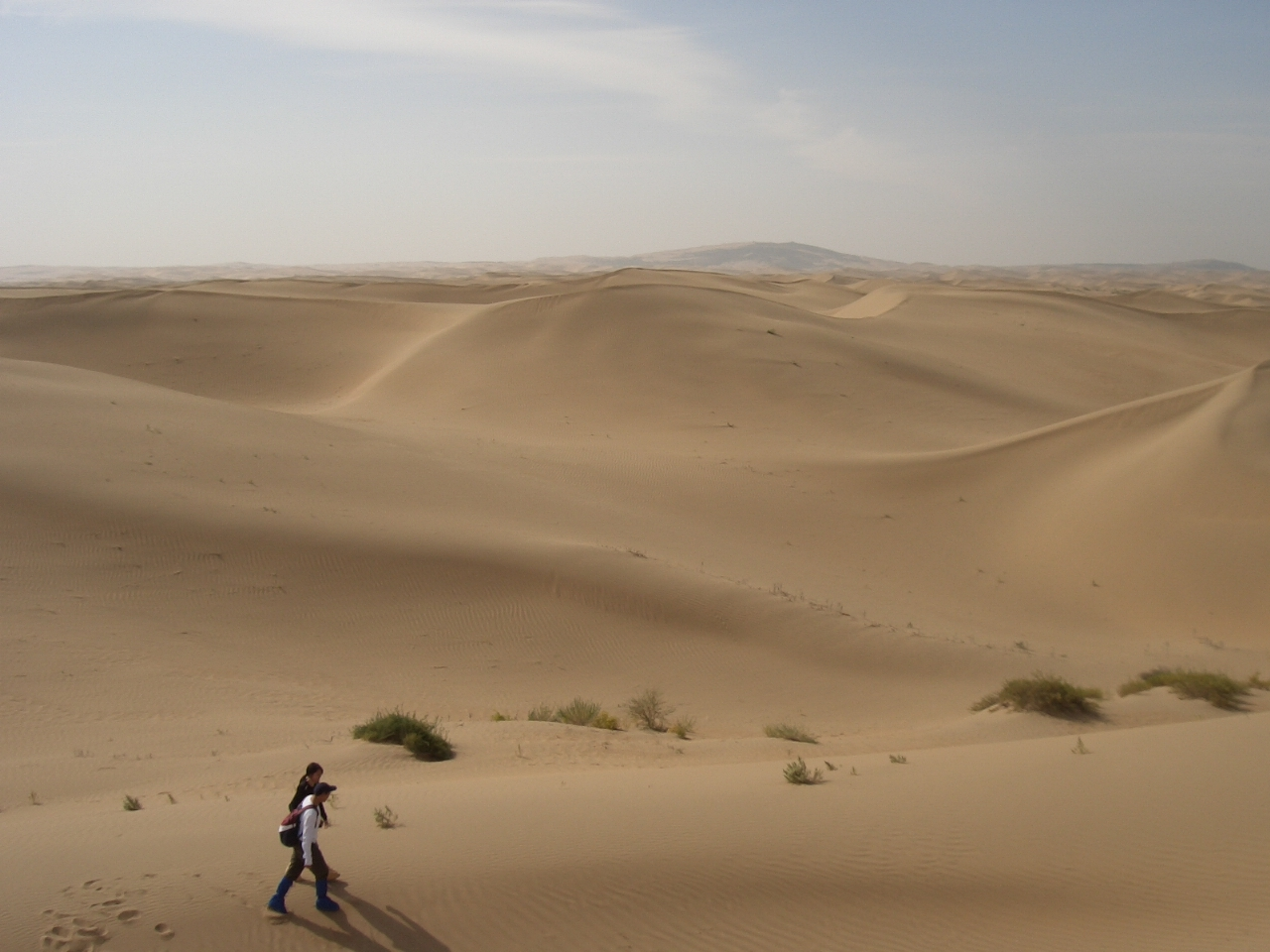
A Góbi sivatag

Amikor Hedin bejelentette, hogy expedícióra készül Kanszuba, Nyugat-Mongóliába és Hszincsiangba, a Kínai Tudományos Szervezetek Általános Szövetsége, a Pekingi Egyetem Régészeti Társasága valamint a pekingi Történeti és Régészeti Múzeum közös kiadványban tiltakoztak a terv ellen. Kína nemzeti szuverenitására hivatkozva kijelentették, hogy az ország határain belül végzett kutatás a kínai állam és tudósainak egyedüli joga, és hogy a régészeti leleteket ezentúl tilos kivinni az országból. Hedin 1926. október 31-én utazott Pekingbe, Szibérián keresztül. 
A Tudományos Szervezetek Általános Szövetsége szervező bizottságot hozott létre, és ragaszkodott ahhoz, hogy az expedíciót kínai tudós vezesse, és hogy kínai tudományos munkatársak is részt vegyenek benne. A bizottság fenntartotta továbbá azt a jogot, hogy a kutatási eredményeket saját neve alatt publikálja. Hedin tárgyalásokat folytatott a bizottsággal, engedélyeket szerzett, hogy Hszincsiangba is beutazhassanak fegyveres kísérettel. Megállapodtak abban is, hogy nagy régészeti feltárásokat tilos végezni, de a talált leleteket Svédországban vizsgálják meg majd, és utána visszaszállítják Kínába. A tárgyak másolatai vihetők csak ki véglegesen az országból. A négy, létesítendő meteorológiai állomás kínai tulajdonba fog átmenni, és az expedícióról készült filmet nyilvánosan kell bemutatni Pekingben. A térképeket 1:300 000 méretarányúnál kisebbre tilos készíteni. Az expedíció költségeit Hedinnek kell fedeznie. 1927. április 20-án Hedin aláírta az expedíció előre rögzített forgatókönyvét.
„Vándoregyetemnek” nevezte az expedíciót, mert a részt vevő tudósok szinte önállóan és különböző szakaszokon dolgoztak. A svéd tudósok között volt csillagász, geodéta, régész, paleontológus, zoológus, botanikus antropológus, etnográfus. Németország meteorológust, sinológust, etnológust és operatőrt küldött. Dán részről etnográfus vett részt.
A Lufthansa három pilótája is velük utazott. Az expedíció vezetője kínai professzor volt. Geológus, régész, térképész, fényképész és botanikus vett részt kínai részről, és négy egyetemista is segédkezett.
A tudósok térképeket készítettek, a bejárt területek őstörténetét kutatták és nyersanyaglelőhelyeket kerestek. A Lufthansa közvetlen Berlin–Peking-járatot tervezett indítani, s mivel a Junkers gépek még nem tudtak ekkora távolságot megszakítás nélkül repülni, az expedíció egyes résztvevőinek azt kellett megvizsgálni, hogy a hatalmas kiterjedésű sivatagok felett létrehozható-e légi kapcsolat. Meteorológiai állomásokat hoztak létre, leszállásra és benzintárolók építésére alkalmas helyeket kerestek. Frans August Larson vezette a karavánt, amelyhez 66 tevehajcsár és 30 lovas katona is tartozott.

### 1927–1928
Baotuban állították össze a karavánt. 1927. május 20-án indult a Lufthansa által szponzorált, és a német valamint a svéd kormány pénzügyi támogatását is élvező, Kínai–svéd tudományos expedíció Északnyugat–Kínában (The Sino–Swedish Scientific Expedition to the North–Western Provinces of China) elnevezésű expedíció. 
Május 28-án 23 sátorból álló tábort vertek a mongol határ mellett. A régészek három héten át vizsgáltak egy buddhista kolostort Hallun Ossuban.
Július 22-én a karaván elindult nyugat felé, mongol földre. Három különböző kutatóstáb alakult, és mindegyik önállóan folytatta munkáját. Hedin a főkaravánnal tartott, és saját kezűleg térképezte fel az expedíció útvonalát, tárgyalt a helyi hatóságokkal, döntéseket hozott. Több hónapos utazás után érkeztek a Karakoto (Fekete város) homokba süllyedt romjaihoz. A város Marco Polo idejében virágzó kereskedelmi központ volt. Szeptember 27-én érték el az Etcen-gol folyó partján fekvő Condol oázist, a torgutok szálláshelyét, ahol a német meteorológus megfigyelő állomást rendezett be. Hidrogénnel töltött pit-ballonokat küldött fel a sztratoszférába, és értékes ismereteket szerzett Belső-Ázsia légköri viszonyaira vonatkozóan. Később további három állomást létesítettek.
1927. november 28-án nekivágtak a Góbi sivatagnak, Ürümcsi irányába. A homok- és hóviharok, a novemberi fagyok lassították a karaván haladását. Kb. 100 teve elpusztult, Hedint epekövek kínozták, hordágyon vitték a sivatagon keresztül. 1928 januárjában érték el Komul határvárost, ahol meg kellett válniuk mongol kísérőiktől. Szigorú katonai felügyelet mellett vitték a tudósokat Turfánon keresztül Ürümcsibe, ahol Hedint katonai tiszteletadással fogadták. 1928 tavaszán Hszincsiang kormányzója nem engedélyezte, hogy a Junkers gépek átrepüljenek az autonóm terület felett, ekkor a Lufthansa visszahívta az expedícióban részt vevő pilótáit és repülési szakembereit. Hedin kísérte őket vissza Berlinbe, onnan utazott tovább Stockholmba. Az expedíció kutatóstábjai közben folytatták munkájukat.

### 1928–1933

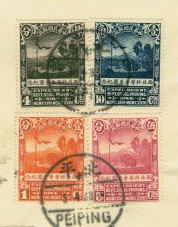
Kínai bélyegsorozat az expedíció tiszteletére

Hedin pénzügyi támogatást kért és kapott Stockholmban a parlamenttől, és 1928. augusztus 8-án egy svéd csillagásszal tért vissza Ürümcsibe. Az expedíció résztvevői új feladatokat kaptak, és folytatódott a munka. Hszincsiangban meggyilkolták a kormányzót, de Hedin azután sem kapott engedélyt, hogy a Lop-nórhoz utazhasson. Pekingbe ment, Nankingban találkozott Csang Kaj-sekkel, aki támogatásáról biztosította. A kínai–svéd expedíció tiszteletére négy bélyegből álló sorozatot adtak ki Kínában, 25 000 példányban. A bélyegekre a pekingi Palotamúzeum Nomádok a sivatagban című festményét nyomtatták. Négyezret az országban értékesítettek, a többi az expedíció tulajdonába került. Hedin eladta a bélyegeket, hogy finanszírozni tudja a további kutatásokat.
1929 áprilisában megbetegedett. Pekingben az orvosok gerincvelőtumort állapítottak meg nála. Ezután Bostonban vizsgáltatta meg magát, a szakorvos szerint téves volt a kínai orvosok diagnózisa. Hedin felhasználta az alkalmat, hogy Vincent Hugo Bendix milliomost megnyerje támogatóként. Az expedíció 135 000 dollárt kapott, Bendix pedig egy teljesen berendezett tibeti lámaszentély pontos mását kérte Hedintől az 1933-ban Chicagóban megnyíló világkiállítás számára. Ez a kérés szinte teljesíthetetlennek tűnt először, mert Ladak és Tibet már le volt zárva. Gèosta Montell svéd etnográfus segítségét kérte, és vele tért vissza Hszincsiangba.
A régészek a Tarim-medencében és Belső-Mongólia Autonóm Terület nyugati részében kutattak. Hedin autón bejárta Belső-Mongóliát, de nem sikerült lámaszentélyt találnia. Gèosta Montell akkor azt javasolta, hogy keresse fel a Csing-dinasztia által Chengdében (Hopej) épített buddhista templom belső udvarában álló Vanfaguiji Arany pavilont, ami pontos mása a lhászai Potala palota láma szentélyének. Hedin egy kínai építészre bízta a szentély felépítését. Ezután 20 000 darabra szedték szét, és hajón szállították Chicagóba, ott pedig Montell és Hedin irányításával építették fel újra. A szentély az 1939-ben New Yorkban megrendezett világkiállításon is látható volt. Hedin 1932 januárjában tért vissza Pekingbe. A világgazdasági válság és a kínai belpolitikai problémák játszottak közre abban, hogy 1933 őszén feloszlatta a kínai-svéd expedíciót.

### A kínai–svéd tudományos expedíció eredményei

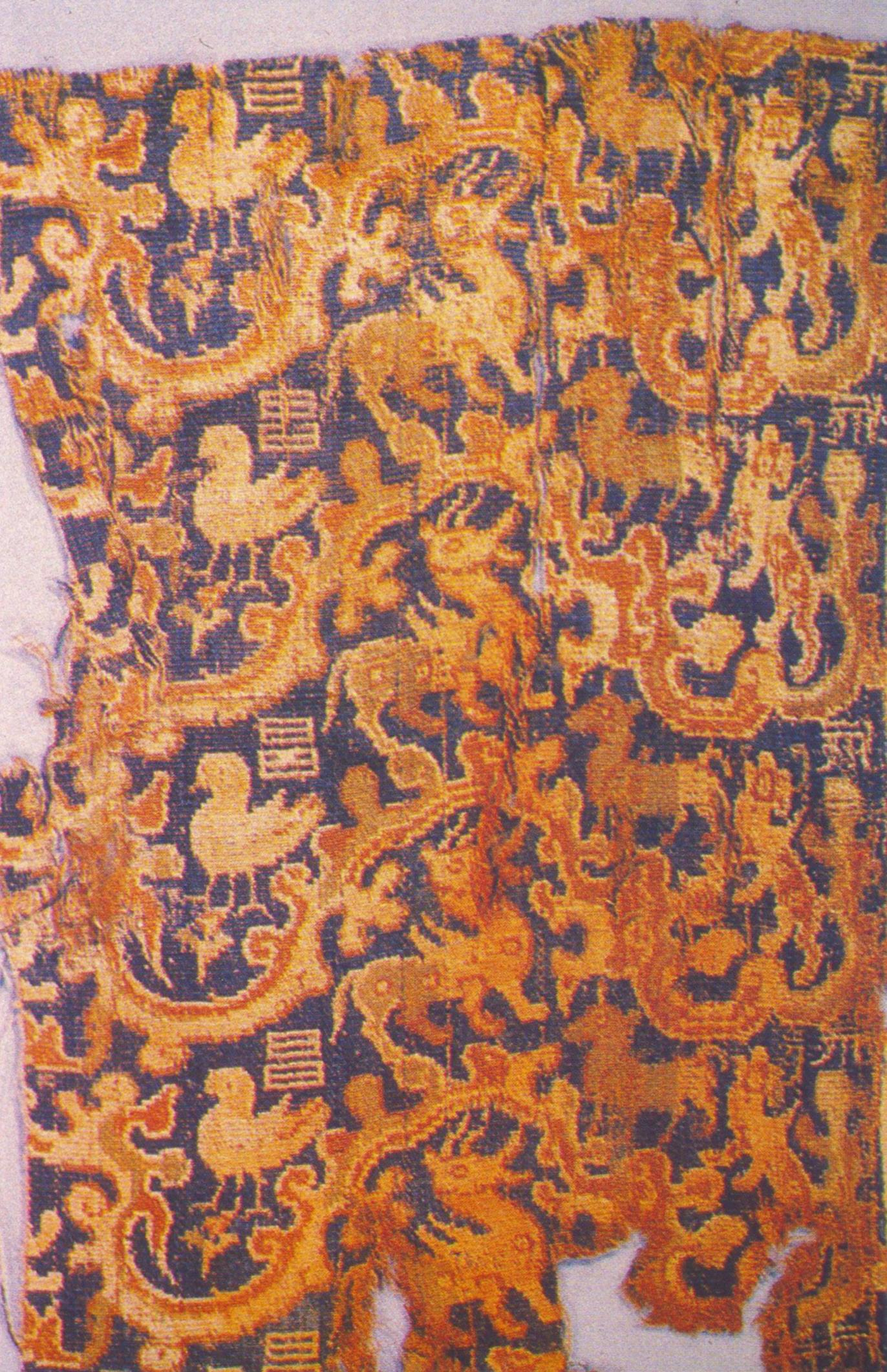
Selyem Loulanból

Folke Bergman svéd régész 120 újkőkorszaki lakóhelyet és 17 000 használati tárgyat tárt fel a Ruo Sui folyó völgyében, Belső-Mongólia nyugati részén. A Han-dinasztia idejéből származó kb. harminc katonai garnizonban több mint 10 000 írott fatáblácskát talált. Ezek a katonai erődök a Selyemút biztonságára ügyeltek. Az írott táblák i. e. 102 és 95 közötti időszakból származnak, és fontos információkat tartalmaznak a Han-dinasztia történetéről. (1972 és 1976 között újabb ásatásokat végeztek a kínai régészek az őrtornyok környékén, és további 20 000 fatáblára bukkantak. A lelőhelyet műemlékvédelem alá helyezték.) Bergmanék nagy gondot fordítottak arra, hogy megtalálják az egykori őrtornyok romjait. Így próbálták rekonstruálni a Selyemút eredeti útvonalát. Amikor 1980-ban a kínai nagy fal újra az érdeklődés középpontjába került Kínában, a régészek nagy meglepetéssel olvasták Bergman beszámolójában, hogy a Nagy fal Hszincsiang nyugati határáig húzódott. A Tarim-medencében is találtak falmaradványokat.
1927 júliusában gazdag mangán- és vasérclelőhelyeket találtak 130 kilométerre Baotutól északra. A kőzetrétegtani vizsgálatok rendkívül fontosak voltak, mert nagyon keveset tudtak a geológusok Kína északnyugati hegységeinek tektonikájáról. Viszonylag nagyméretű dinoszaurusz- és egyéb fosszíliákat találtak Hszincsiangban, Belső-Mongóliában, Kanszuban és Csinghajban. A meteorológiai állomásokon végzett légköri vizsgálatok lehetővé tették, hogy meginduljanak a légi járatok Északnyugat-Kína és a tengerparti városok között. Az expedíció tagjainak térképészeti, geodéziai, csillagászati, geológiai munkája, valamint a földi mágneses mező vizsgálatának eredményei és gravimetrikus mérései nyomán hatalmas kartográfiai anyag jött létre. Ennek nagy része 1948-ban bekerült a New Atlas of the Provinces of China-ba. Az etnográfusok, botanikusok és zoológusok gyűjteményei is értékes tudományos eredményeket tartalmaztak. Folke Bergman Hszincsiangban és különösen a Lop-nór környékén végzett ásatásairól szóló publikációját évtizedek múlva lefordították kínai nyelvre. A kínai régészek ásatásokat végeztek a Lop-sivatagban az 1990-es évek végén a svéd régész által felfedezett és dokumentált helyeken. Bronz‑ és vaskori temetőket tártak fel, ahol 4000 éves múmiákat is találtak. Hedin feltevése igazolódott, hogy a Tarim-medencét a kaukázusi, más néven europoid nagyrasszhoz tartozó emberek, a későbbi kusánok népesítették be, akiknek ősei Európából származtak.

## Tanulmányutak a Kuomintang megbízásából (1933–1935)
1933–34-ben Csang Kaj-sek Kuomintang-kormányának megbízásából tanulmányutat vezetett kínai geodéták részvételével. Öntözőcsatornák létesítésének lehetőségét vizsgálták, kijelölték a Lancsou és Ürümcsi között építendő autóút vonalát. Hedin tervei nyomán nagy öntözési létesítmények készültek, településeket hoztak létre. Megépült a Pekinget Kasgárral összekötő autóút a Selyemút vonalán, ami lehetővé tette a Tarim-medence kikerülését. 1935. február 19-én ünnepelték Csang Kaj-sek 70. születésnapját. Az ünnepségen Hedin is részt vett, és a Jáde Érdemrend második fokozatával tüntették ki Belső-Ázsia legjobb ismerőjét.

### Expedíció a Lop-nór vidékére
Hedin egy évtizeden keresztül behatóan foglalkozott az általa „vándorló tónak” nevezett Lop-nórral. 1928. február 19-én, amikor a kínai–svéd expedíció Lufthansa projektjével foglalkozó stábja Turfánba érkezett, azt a hírt hallotta, hogy a Tarim folyó alsó szakasza visszatért eredeti medrébe. A Kuomintang-kormány engedélyezte, hogy beutazzon a térségbe, és megállapítsa a Tarim mederváltozását. Meg kellett vizsgálnia annak lehetőségét, hogy Loulan környéke újra művelhetővé és benépesíthetővé tehető-e. Az expedíció Ford típusú autókon indult 1933. október 31-én a mongol határ mellől. Hami mögött polgárháború dúlt. 1934. március 5-én Ürümcsitől délre Korlában feltartóztatták az expedíciót. Hedin tárgyalásokat kezdett a felkelőkkel, és néhány hét múlva folytathatták útjukat. Áprilisban indult el Hedin csónakon a Tarim alsó szakaszán, ami megváltoztatta folyásirányát. 1901-ben ugyanezt az utat szárazföldön, tevekaravánnal tette meg. Elérte a Lop-nórt, a tó valóban visszatért eredeti medrébe. Feltérképezte a folyószakaszt, medermélységet mért, és megállapította, hogy a folyó vízhozama lehetővé teszi az öntözőcsatornák építését.

## Visszatérés Svédországba
Az expedíciók befejezése után Hedin pénzügyi helyzete kritikussá vált. A Német–Ázsiai Bank pekingi fiókjánál nagy adósságai maradtak, amiket előadásainak és könyveinek honoráriumaiból fizetett vissza. 111 úti beszámolót tartott német városokban, 19 előadást pedig a szomszédos országokban. 1937-ben kezdődött az expedíció tudományos anyagának publikálása. A hatalmas mű (több mint 50 kötet) kiadását csak úgy sikerült befejezni, hogy elzálogosította az értékes könyvekből álló hatalmas könyvtárát. A Kaszpi-tenger és a Sárga-tenger közötti területekről készített egyedülálló, hatalmas kartográfiai anyagot az Amerikai Egyesült Államok külügyminisztériuma vásárolta meg.

## Közép-Ázsia geopolitikai jelentősége

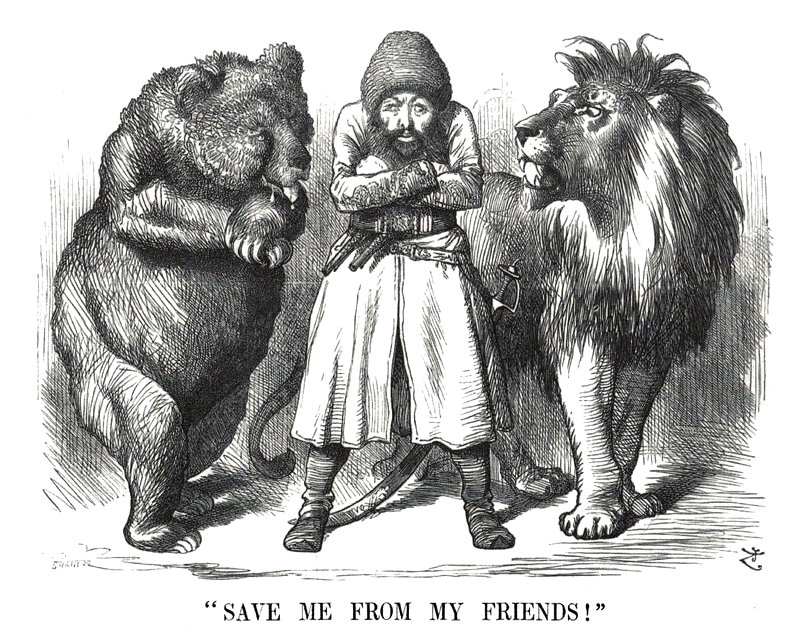
Sír Ali Afganisztán emírje: „Mentsetek meg barátaimtól!” (orosz medve és angol oroszlán) (politikai karikatúra a Punch magazinban, London, 1878)

Francis Younghusband, Stein Aurél és Nyikolaj Przsevalszkij mellett Hedin is aktív szereplője volt A nagy játszmának (Great Game), ami Oroszország és a Brit Birodalom hatalmi törekvéseit szolgálta Közép-Ázsiában. Az elnevezés Arthur Conolly felderítő tiszttől, a Brit Kelet-indiai Társaság Hatodik Bengáli Könnyűlovas századának kapitányától származik, akit Buharában végeztek ki. Az orosz–brit rivalizálás 1813-ban kezdődött, amikor Oroszország és Perzsia aláírta az első orosz–perzsa háborút lezáró békeszerződést, aminek következményeként a cári Oroszországé lett a mai Azerbajdzsán, Dagesztán, Kelet-Grúzia. A második orosz–perzsa háború után is további kaukázusi területek kerültek orosz fennhatóság alá. Az orosz expanziót látva a britek attól féltek, hogy a következő lépés Afganisztán elfoglalása lesz, ahonnan könnyen megtámadhatják Indiát. Az orosz veszélyre figyelmeztetett többek között Vámbéry Ármin is.
A nagy játszma színtere a hatalmas terra incognita, a Transzhimalája volt, amit meg kellett ismerni és stabilizálni India biztonsága érdekében. 1863 és 1885 között brit térképészek bennszülött ügynököket képeztek ki arra, hogy megfigyelés alapján rajzolják le a bejárt területeket, elsősorban Tibetben és Hszincsiangban, és tanulmányozzák az ott élők néprajzát. Két felderítőt megöltek, egyiküket kínai társa rabszolgának adott el, egy másikat kémkedés gyanúja miatt mongol börtönbe vetettek. A megmaradtak sikerrel fejezték be a „földrajzi küldetést”. Európai tudományos társaságoktól kitüntetéseket kaptak, Rudyard Kipling Kim című regényében tette halhatatlanná őket.
1907. augusztus 31-én írták alá Szentpétervárott a Perzsiára, Afganisztánra és Tibetre vonatkozó angol–orosz megállapodást, és ezzel véget ért a nagy játszma. A megállapodás legfontosabb része Perzsiára vonatkozott. Két befolyási övezetre osztották, közöttük semleges zóna létesült. A nagyhatalmak saját övezetükben szabadon adhattak koncessziós jogokat alattvalóiknak (vasutak, utak, közlekedési vállalatok, bankok, távíróhálózat).
Oroszország kapta Perzsia gazdag északi részét, és cserében lemondott a Perzsa-öböl felé irányuló terjeszkedésről. Anglia ellenőrzése alá került Perzsia délkeleti, szinte sivatagos része, amely új tamponzónát jelentett India védelme szempontjából. Oroszország számára azért lett ilyen előnyös a megállapodás, mert az orosz kereskedők 1889 óta sikeresen vetették meg lábukat Tebrizben, Teheránban és Meshedben. Az 1903. évi kereskedelmi megállapodás óta vámkedvezményesek voltak az orosz áruk. A Szentpétervári Állami Bank fiókhálózata is rohamos léptekkel bővült. A cári kormány lemondott Afganisztánról. Elismerte, hogy hatalmi övezetén kívül esik, és elfogadta, hogy politikai ügyekben a brit kormányt kéri fel közvetítésre.
Oroszország és Anglia elismerték Kína Tibet feletti fennhatóságát. Anglia kötelezte magát, hogy nem avatkozik be többet Tibet belső közigazgatásába, nem tart fenn képviseletet Lhászában, és lemond a koncessziós jogokról. Oroszország és Anglia kötelezték magukat, hogy – előzetes értesítés és engedély nélkül – legalább három évig nem indítanak tudományos expedíciót Tibetbe.

## Hedin politikai nézetei
Fiatalkora java részét Ázsiában töltötte, így nem került kapcsolatba az új, megváltozott Svédországgal. A kivándorlás problémája, a szakszervezetek és a munkásmozgalom megerősödése, a fokozódó iparosodás és a nép öntudatra ébredése idegen maradt számára. Értetlenül állt a kormány demokráciára való törekvése és az általános szavazójog követelése előtt. Hedin királypárti maradt, parlamentellenes, nacionalista és militarista nézeteket vallott. Már 1905-ben állást foglalt a hazájában erősödő demokratikus mozgalom ellen. Felhívta a figyelmet az orosz veszélyre, és fegyverkezésre szólított fel. 1912-ben nyíltan elkötelezte magát a Svéd hadihajó-egyesület mellett, a lakosság adakozásának köszönhetően készült el a Sverige hadihajó. Németországi tanulmányai idején megszerette a német kultúrát. Személyesen ismerte II. Vilmos német császárt. Nagy tiszteletet érzett az uralkodó iránt, és még hollandiai száműzetésében is meglátogatta. Vonzották a vezető személyiségek, és olyan elvakult tisztelettel tekintett rájuk, hogy nem kérdőjelezte meg cselekedeteiket. Egész életében ragaszkodott ahhoz az idealizált elképzeléshez, hogy Németország világhatalmi szereppel rendelkezik, és megvédi Svédországot és Norvégiát az orosz támadástól. Az első világháborút a germánok harcának tekintette (különösen Oroszország ellen). 1915-ben megjelent könyvét a német katonáknak szentelte. Ennek az lett a következménye, hogy francia és angol barátai szakítottak vele, és kizárták az angol Királyi Földrajzi Társaságból.

## Hedin és a német nemzetiszocializmus
1935. április 14-én találkozott először Hitlerrel, amikor Berlinben tartott előadást utazásairól. Ezt később még több találkozás is követte. A nemzetiszocialisták igyekeztek magukhoz kötni őt. Leveleket, születésnapi köszöntőket írtak egymásnak, és Hedin is értesítette őket megjelenő műveiről. Kérésükre Hedin mondta az 1936. évi nyári olimpiai játékok megnyitó beszédét A sport nevelő szerepe címmel. A Német–Svéd Egyesület tiszteletbeli tagjává választották Berlinben, és 1938-ban Berlin városa díszplakettet ajándékozott neki. 75. születésnapján a Német Sasrend nagykeresztjével tüntették ki (Henry Ford és Charles Lindbergh röviddel előtte kapták meg ezt az érdemrendet).
1943 elején sikerült elérnie, hogy Didrik Arup Seip norvég filológiaprofesszort kiengedjék a sachsenhauseni koncentrációs táborból. 1943. január 15-én a Bajor Tudományos Akadémia aranyérmével tüntették ki Hedint, január 16-án pedig a müncheni Lajos–Miksa Egyetem Természettudományi Karának tiszteletbeli doktorává avatták. Szintén január 16-án hozták létre a Sven Hedin Ázsia-kutató Intézetet, Wilhelm Filchner és Hedin tudományos örökségének ápolására. Heinrich Himmler azonban az SS-nek alárendelt, Ősök öröksége nevű náci intézetté alakította át, ahol rasszista antropológusok az árja fajelméletet igyekeztek tudományosan bizonyítani. Hedin hatékony propagandát fejtett ki a nemzetiszocializmus érdekében a Német Birodalommal szimpatizáló, nacionalista érzelmű svéd akadémikus egyesület, a Riksföreningen Sverige-Tyskland első nyilvános találkozóján 1939-ben, Stockholmban. Az egyesületet azzal a céllal alapították 1937-ben Lundban, hogy svéd nézőpontból, pártpolitikai állásfoglalás nélkül lépjenek fel az új Németország igaz megítéléséért. Carl Wilhelm von Sydow etnológus, Max von Sydow apja és Hedin is tagja volt az egyesületnek, pedig Hedin anyai nagyapja zsidó származású volt.
A kezdeti idők rajongása után Hedin bírálta a zsidóüldözést és az egyház elleni kampányt. 1937-ben a Németország és a világbéke című könyvének német kiadására készültek, de a Birodalmi Propaganda Minisztérium törölni akarta a nemzetiszocializmust bíráló részeket. Walther Funk államtitkárhoz írt 1937. április 16-i leveléből kitűnik, hogy akkoriban, a haláltáborok felállítása előtt, mit is bírált Hedin. „Amikor először beszéltem Önöknek tervezett könyvemről, hangsúlyoztam, hogy objektív, tudományos, és lelkiismeretemre hallgatva esetleg kritikus hangú művet fogok írni. Önök ezt természetesnek és rendkívül helyesnek tartották. Barátságos és nyugodt hangnemben azt is megemlítem, hogy az emberiségnek nagy szolgálatokat tett kiváló zsidó professzorok eltávolítása káros volt Németországra számára…” „Félelemmel tölt el, hogy a német ifjúság mindenütt dicsért és csodált nevelésében nagyon kevés helyet kap a vallási oktatás. A német nép iránt érzett szeretet és szimpátia. valamint a keresztényi kötelesség késztet arra, hogy ezt nyíltan kimondjam. És biztos vagyok benne, hogy Luther népe, amely vallásos keresztény, megérti fenti aggályomat. Egész életemben a lelkiismeretemet követtem, és ezután is így lesz. Ezért nem járulok hozzá könyvem cenzúrázásához”. Hedin végül Svédországban adta ki a könyvet. Döntésének az lett a következménye, hogy bevonták Alfred Philippson és családjának útlevelét, hogy megakadályozzák kivándorlásukat az Egyesült Államokba. A zsidó származású német földrajztudós Hedin egykori tanulótársa és barátja volt. Következő művében (Fünfzig Jahre Deutschhland) Hedin már kedvezőbben írt a nemzetiszocializmusról, és a könyvet Németországban adta ki. 1942. június 8-án Philippsont és családját a theresienstadti (Terezín, Csehország) koncentrációs táborba internálták. Hedin elvállalta, hogy a Propaganda Minisztériummal együttműködve megírja az Amerika im Kampf der Kontinente című könyvét. Sikerült elérnie, hogy a javítottak Philippsonék helyzetén, és túlélték a haláltábort. Philippson és Hedin évtizedeken át leveleztek egymással, Hedin rendszeresen élelmiszercsomagokat küldött nekik a táborba.
Norvégia német megszállása után letartóztatták Arnulf Øverland költőt és Didrik Arup Seip filológia professzort. A politikai foglyokat Németországba vitték a sachsenhausi koncentrációs táborba. Hedin közbenjárására Didrik Arup Seip 1943-ban kiszabadult. Øverlandon nem tudott segíteni, de szerencsésen túlélte a fogságot. 1941. február 24-én a birodalmi hadbíróság halálra ítélt tíz norvég személyt állítólagos kémkedés vádjával. Hedin Nikolaus von Falkenhorst generális segítségével elérte, hogy Hitler 1941. június 17-én tíz év kényszermunkára változtatta az ítéletet, és ugyanezen a napon további hét kényszermunkára ítélt norvég személy büntetését is csökkentette. Egyikük meghalt a fogságban néhány nappal szabadulása előtt. Amikor Falkenhorstot 1946. augusztus 2-án golyó általi halálra ítélte az angol katonai bíróság, Hedin elérte, hogy a halálbüntetést 1946. december 4-én húsz év börtönre változtassák arra való tekintettel, hogy Falkenhorst közbenjárására kapott kegyelmet a tíz norvég politikai fogoly.
Hedin a háború után sem bánta meg, hogy szimpatizált a nemzetiszocialistákkal, mert kapcsolatainak köszönhetően embereket mentett meg a haláltól, illetve hozott ki koncentrációs táborokból. Hihetetlen naivságát bizonyítja, hogy rendületlenül hitt abban, hogy Németország megvédi hazáját a szovjet támadástól. A Dagens Nyheter liberális svéd napilap felkérésére nekrológot írt Hitler halálakor, amely 1945. május 2-án jelent meg. Ismételten kifejezte a Harmadik Birodalom iránti csodálatát, és a következő szavakkal fejezte be cikkét: „Hitler emléke mélyen és kitörölhetetlenül él bennem. A világtörténelem egyik legnagyobb alakjának tekintem, és most már nincs az élők sorában. Németországot világhatalommá tette, s ez az ország ma a szakadék szélén áll, mert ellenfelei nem viselték el növekvő erejét és hatalmát. De egy nyolcvan milliós népet, amely hat éven keresztül ellenállt – Japán kivételével – az egész világnak, soha nem lehet elpusztítani. A nagy Führer emléke évezredeken át megmarad a német nép emlékezetében.” Ezzel a megnyilatkozással végleg elszigetelte magát a társadalmi és tudományos életben.

## Kitüntetései

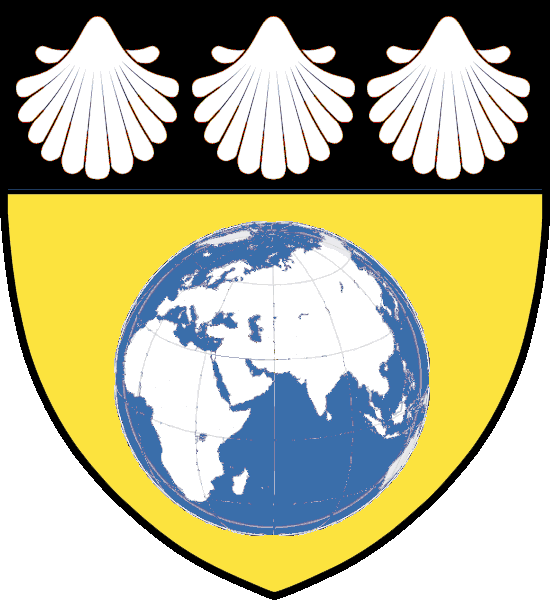

Hedint Hszincsiang és Tibet legjobb ismerőjének tartották. Uralkodók, politikusok és földrajzi társaságok versengtek, hogy találkozzanak vele, és értékes információkat szerezzenek Ázsia ezen részeiről. Számos kitüntetésben részesült és anyagi támogatást kapott felfedezőútjai finanszírozására. 1902-ben örökletes nemesi rangot kapott hazájában.
Hedint fogadta II. Oszkár svéd király (1890), Nászer ad-Din perzsa sah (1890), II. Miklós orosz cár (1896, 1909), I. Ferenc József magyar király (1898-ban és még több alkalommal), Lord George Curzon India főkormányzója (1902), II. Vilmos német császár (1903, 1914, 1917, 1926, 1936), Lord Minto India főkormányzója (1906), a 9. pancsen láma (1907, 1926, 1933), Meidzsi japán császár (1908), X. Piusz pápa (1910), Theodore Roosevelt (1910), Paul von Hindenburg (1915), Csang Kaj-sek (1929, 1935), Adolf Hitler (1935, 1939, 1940).
A következő érdemrendeket adományozták Hedinnek: Sarkcsillag Svéd Királyi Érdemrend, Vasa-rend, Német Sasrend, India Birodalmi rend, a porosz Johannita Rend és Korona-rend, az orosz Szent Anna-rend, Ferenc József-rend, Jáde Érdemrend. Érdemrendeket kapott Bulgáriában, Finnországban, Japánban, Iránban és Törökországban. Svéd és külföldi tudományos társaságoktól negyven aranyérmet kapott, ezekből 27 a stockholmi Kungliga myntkabinettet múzeum éremgyűjteményében láthatók. Kitüntetései a Royal Armouryben találhatók Stockholmban.
A filozófia tiszteletbeli doktora címmel tüntette ki az Oxfordi Egyetem (1909), a Cambridge-i Egyetem (1909), a Heidelbergi Egyetem (1928), az Uppsalai Egyetem (1935), a Müncheni Egyetem (1943), a Handelshochschule Berlin (1931). A jog tiszteletbeli doktora címmel tüntette ki a Breslaui Egyetem (1915) és Rostocki Egyetem (1919). A Sven Hedin-gleccser viseli nevét az arktiszi Ellesmere-szigeten a Grönland melletti, Kanadához tartozó Nunavut területen, a Princess Marie Bay-től északra. A Hold egyik kráterét, a Hedin cratert róla nevezték el. A Gentiana hedini (encián), a Longitarsus hedini és a Coleoptera hedini (bogarak), a Fumea hedini Caradja (pillangók), a Dictyna hedini (pókok), a Tsaidamotherium hedini (fosszília) és a Lystrosaurus hedini elnevezések a kínai tudósok elismeréséről és tiszteletéről tanúskodnak.

## Értékelése
Expedíciói során a terepvizsgálatra koncentrált. Utakat térképezett fel, magasságokat mért és asztrológiai pontokat határozott meg. A térképvázlatokat panorámarajzokkal egészítette ki. A Pamírról, a Takla-Makánról, Tibetről, a Selyemútról és a Himalájáról ő készítette el az első pontos térképeket. Szisztematikusan vizsgálta Belső-Ázsia tavait, gondos klimatológiai megfigyeléseket végzett sok éven keresztül, terjedelmes növény- kőzetgyűjteményt szerzett. Akvarelleket, rajzokat, fotókat készített, amiket később úti beszámolóiban tett közzé. Hedin átadta expedícióinak anyagát más tudósoknak, hogy végezzék el a tudományos értékelést. Belső-Ázsia legjobb földrajzi ismerőjének tekintették, de tudományos alaposságát egyesek kifogásolták. Megítélését konzervatív nézetei és a nácikkal – egy időben – fenntartott kapcsolatai is befolyásolták.

## Művei

### Tudományos publikációk
- Sven Hedin: Die geographisch-wissenschaftlichen Ergebnisse meiner Reisen in Zentralasien 1894–97. Ergänzungsband 28 zu Petermanns Mitteilungen. Gotha, 1900
- Sven Hedin: Scientific results of a journey in Central-Asia. 10 Text- und 2 Atlasbände. Stockholm 1904–1907
- Sven Hedin: Southern Tibet. 11 Text- und 3 Atlasbände. Stockholm, 1917–1922
- Reihe Reports from the scientific expedition to the north-western provinces of China under leadership of Dr. Sven Hedin. The sino-swedish expedition. mit bisher über 50 Bänden, enthält Primär- und Sekundärliteratur. Stockholm, 1937
- Sven Hedin: Central Asia atlas. Maps, Statens etnografiska museum. Stockholm 1966. (erschienen in der Reihe Reports from the scientific expedition to the north-western provinces of China under the leadership of Dr. Sven Hedin. The sino-swedish expedition; Ausgabe 47. 1. Geography; 1)

### Útleírások
- Durch Asiens Wüsten. Drei Jahre auf neuen Wegen in Pamir, Lop-nor, Tibet und China, 2 Bände, Lipcse, 1899; neue Ausgabe Wiesbaden 1981
- Im Herzen von Asien. Zehntausend Kilometer auf unbekannten Pfaden, 2 Bände, Lipcse, 1903
- Abenteuer in Tibet, Leipzig 1904; neue Ausgabe, Wiesbaden, 1980
- Transhimalaja. Entdeckungen und Abenteuer in Tibet, 3 Bände, Leipzig 1909-1912; neue Ausgabe, Wiesbaden, 1985
- Zu Land nach Indien durch Persien. Seistan und Belutschistan, 2 Bände, Lipcse, 1910
- Von Pol zu Pol, 3 Bände, Leipzig 1911-1912; neue Ausgabe, Wiesbaden, 1980
- Bagdad – Babylon – Ninive, Lipcse, 1918
- Jerusalem. Lipcse, 1918
- General Prschewalskij in Innerasien. Lipcse, 1922
- Meine erste Reise. Lipcse, 1922
- An der Schwelle Innerasiens. Lipcse, 1923
- Mount Everest. Lipcse, 1923
- Persien und Mesopotamien, zwei asiatische Probleme. Lipcse, 1923
- Tsangpo Lamas Wallfahrt, 2 Bände. Lipcse, 1921–1923
- Von Peking nach Moskau. Lipcse, 1924
- Gran Canon. Mein Besuch im amerikanischen Wunderland. Lipcse, 1926
- Auf großer Fahrt. Meine Expedition mit Schweden, Deutschen und Chinesen durch die Wüste Gobi 1927–1928. Lipcse, 1929
- Rätsel der Gobi. Die Fortsetzung der Großen Fahrt durch Innerasien in den Jahren 1928–1930. Lipcse, 1931
- Jehol, die Kaiserstadt. Lipcse, 1932
- Die Flucht des Großen Pferdes. Lipcse, 1935 (Auszug bearbeitet durch Ehrhard Rühle, Verlag Brockhaus, Wiesbaden, 1959)
- Die Seidenstraße. Lipcse, 1936
- Der wandernde See. Lipcse, 1937

### Politikai írások
- Ein Warnungsruf. Lipcse, 1912
- Ein Volk in Waffen. Lipcse, 1915
- Nach Osten! Lipcse, 1916
- Deutschland und der Weltfriede. Stockholm
- Fünfzig Jahre Deutschland. 1. Auflage, F. A. Brockhaus, Lipcse, 1938
- Amerika im Kampf der Kontinente. Lipcse, 1942

### Önéletrajzi írások
- Mein Leben als Entdecker. Lipcse, 1926
- Eroberungszüge in Tibet. Lipcse, 1940
- Ohne Auftrag in Berlin. Buenos Aires 1949; Tübingen-Stuttgart, 1950
- Große Männer, denen ich begegnete, 2 Bände. Wiesbaden, 1951
- Meine Hunde in Asien. Wiesbaden, 1953
- Mein Leben als Zeichner, hg. von Gösta Montell zum 100. Geburtstag. Wiesbaden, 1965

## Magyarul

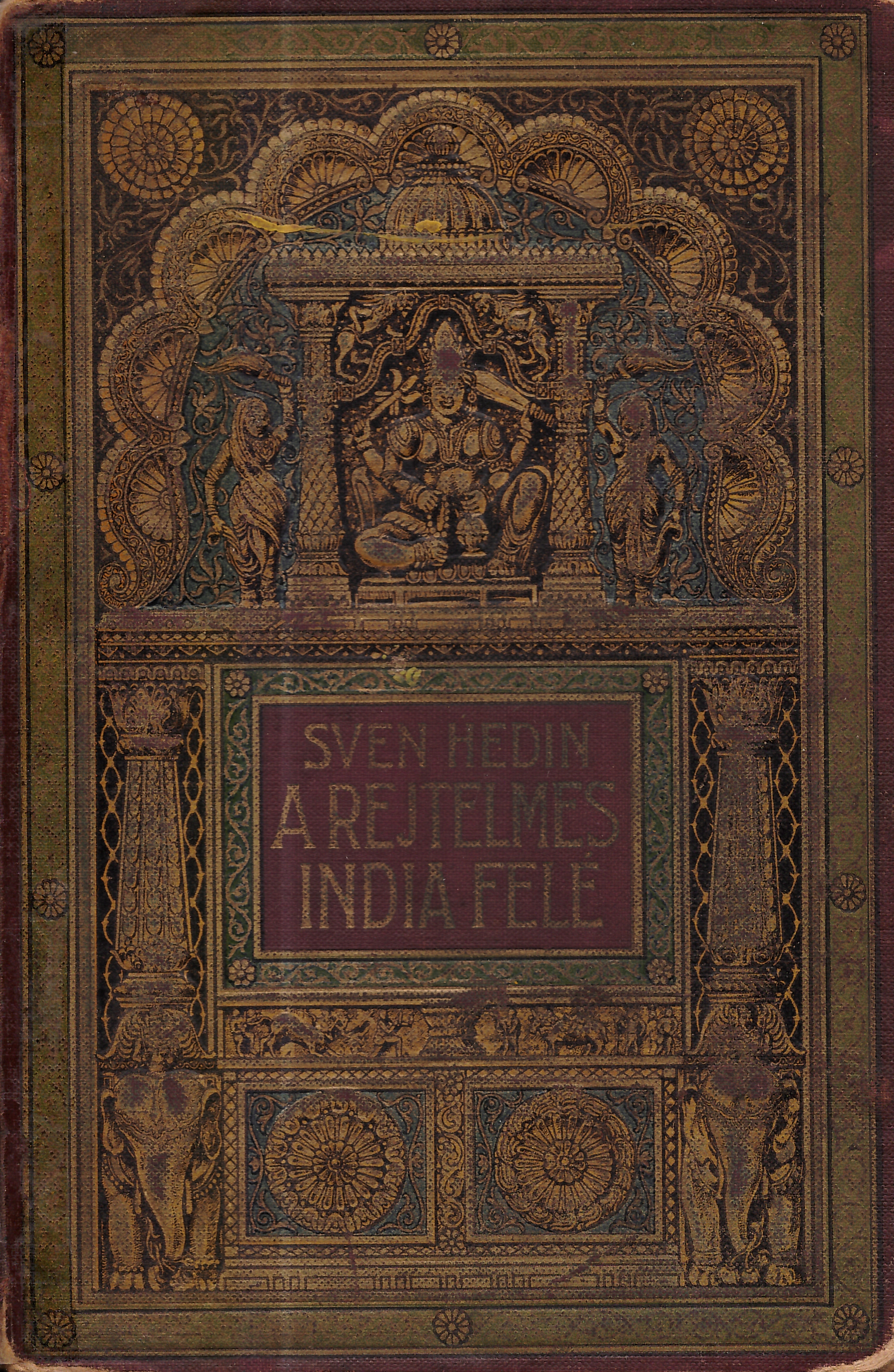
A rejtelmes India felé (1910-es évekbeli kiadás)

Magyarul művei főleg A Magyar Földrajzi Társaság Könyvtára című sorozatban jelentek meg. A sorozat megindítását Sven Hedin 1902-es budapesti látogatása inspirálta. 
- Ázsia sivatagjain keresztül; átdolg. Thirring Gusztáv; Lampel, Bp., 1902 (A Magyar Földrajzi Társaság könyvtára)
- Ázsia szívében. Tízezer kilométernyi úttalan utazás; átdolg. Thirring Gusztáv; Lampel, Bp., 1906
- Három év Tibetben (1899–1902); ford. Halász Gyula; Lampel, Bp., 1908 (Magyar könyvtár)
- Transzhimalája. Felfedezések és kalandok Tibetben; ford. Kondor Alfréd; Lampel, Bp., 1910 (A Magyar Földrajzi Társaság Könyvtára)
- Az Északi sarktól a Déli sarkig; ifjúsági kiad., ford. Mikes Lajos; Lampel, Bp., 1912
- Az északi sarktól a déli sarkig, 1-2.; ford. 2. köt. átdolg. Mikes Lajos; Lampel, Bp., 1912–1914
- A rejtelmes India felé. Sven Hedin utazásai Perzsia sivatagjain keresztül, 1-2.; ford., bev. Zigány Árpád; Kereskedelmi Közlöny, Bp., 1914
- Egy harcban álló nemzet; Athenaeum, Bp., 1915
- Az orosz harctérről; Athenaeum, Bp., 1916
- Csangpo láma zarándokútja; ford. Gerely Jolán; Genius, Bp., 1922
- Csangpo láma a nomádok földjén; ford. Gerely Jolán; Genius, Bp., 1923 (Az ifjúság szépírói)
- Pekingtől Moszkváig; ford. Balassa József; Franklin, Bp., 1925 (Modern utazók, felfedezők könyvtára)
- Belső-Ázsia küszöbén. 1890–1891; ford. Halász Gyula; Franklin, Bp., 1928 (Világjárók Utazások és kalandok)
- Első utam Ázsiába; ford. Halász Gyula; Franklin, Bp., 1930 (Világjárók Utazások és kalandok)
- Ma Csung-jin menekülése; ford. Mezey Dénes; Franklin, Bp., 1937 (A Magyar Földrajzi Társaság könyvtára)
- A selyem útja, 1-2.; ford. Mezey Dénes; Franklin, Bp., 1939 (A Magyar Földrajzi Társaság könyvtára)
- A vándorló tó; ford. Mezey Dénes; Franklin, Bp., 1940 (A Magyar Földrajzi Társaság Könyvtára)
- Ázsia szívében

## Fordítás
- Ez a szócikk részben vagy egészben  a   Sven Hedin című német Wikipédia-szócikk ezen változatának fordításán alapul.  Az eredeti cikk szerkesztőit annak laptörténete sorolja fel. Ez a jelzés csupán a megfogalmazás eredetét és a szerzői jogokat jelzi, nem szolgál a cikkben szereplő információk forrásmegjelöléseként.
- Ez a szócikk részben vagy egészben  a   Chinesisch-Schwedische Expedition című német Wikipédia-szócikk ezen változatának fordításán alapul.  Az eredeti cikk szerkesztőit annak laptörténete sorolja fel. Ez a jelzés csupán a megfogalmazás eredetét és a szerzői jogokat jelzi, nem szolgál a cikkben szereplő információk forrásmegjelöléseként.